# Peter Reichhardt
Peter David Reichhardt (* 7. Januar 1967 in Kopenhagen) ist ein dänischer Schauspieler.

## Leben
Peter Reichhardt ist der Sohn des Schauspielerehepaares Poul Reichhardt und Charlotte Ernst. Er besuchte nach seinem Schulabschluss die Staatliche Theaterschule in Kopenhagen, wo er seine Schauspielausbildung absolvierte. Seit 1988 ist er als Schauspieler in Spielfilmen und am Theater aktiv. Er gastierte am Aarhus Teater, am Odense Teater, am Folketeatret, am Königlichen Theater Kopenhagen und am Regionaltheater in Kolding.

## Privates
Peter Reichhardt war bis 1998 mit der Schauspielerin Line Knutzon verheiratet. Aus der Ehe gingen ein Sohn und die Tochter Roberta Reichhardt hervor, welche ebenfalls als Schauspielerin tätig ist.
Er lebt in Kopenhagen.